# Codebasis
Eine Codebasis (englisch codebase) ist in der Softwaretechnik die Gesamtheit der zu einem Projekt gehörenden Quelltextdateien, sowie eventuell dazugehöriger Konfigurationsdateien. Darunter fallen aber auch diverse Dateien anderer Art, welche für den Vorgang des Kompilierens benötigt werden, z. B. sog. Makefiles.
Hinreichend große Codebasen werden i. d. R. mittels Versionierungssystemen verwaltet. Im Falle von quelloffener Software sind die Codebasen meist in Form von entsprechenden Repositories auf öffentlichen Softwareentwicklungsplattformen zugänglich.
Der Begriff eignet sich aber auch dazu, um eine Aussage über die Beziehung bzw. Historie verschiedener, dennoch ähnlicher, Projekte zu machen. So spricht man z. B. im Falle einer Abspaltung (Fork) davon, dass es eine gemeinsame Codebasis gibt, während es im Falle einer unabhängigen Entwicklung eine eben solche nicht gibt.
Die Größe einer Codebasis wird in Lines of Code angegeben.